# Молсън (езеро)
Езерото Молсън (на английски: Molson Lake) е 14-о по големина езеро в провинция Манитоба. Площта му заедно с островите в него е 400 км2, която му отрежда 125-о място сред езерата на Канада. Площта само на водното огледало без островите е 391 км2. Надморската височина на водата е 221 м.
Езерото се намира в централната част на провинцията, на североизток от езерото Уинипег. Езерото Молсън има дължина от югозапад на североизток 45 км, а максималната му ширина е 22 км. От ноември до юни е покрито с дебела ледена кора.
Езерото има изключително силно разчленена брегова линия с множество заливи, канали, полуострови и острови (площ от 9 км2), по големи от които са: Кинг, Талбот, Клин и др.
В езерото се вливат множество малки реки, по големи от които са Молсън и Кеепееуискауакун, а от северната му част изтича река Хейс, вливаща се в Хъдсъновия залив.
На северния бряг на езерото има изградено летище.
Езерото Оксфорд е открито през юли 1754 г. от английския търговец на ценни животински кожи Антъни Хендей, служител на „Компанията Хъдсънов залив“.